# Ernst Brand (Maler)

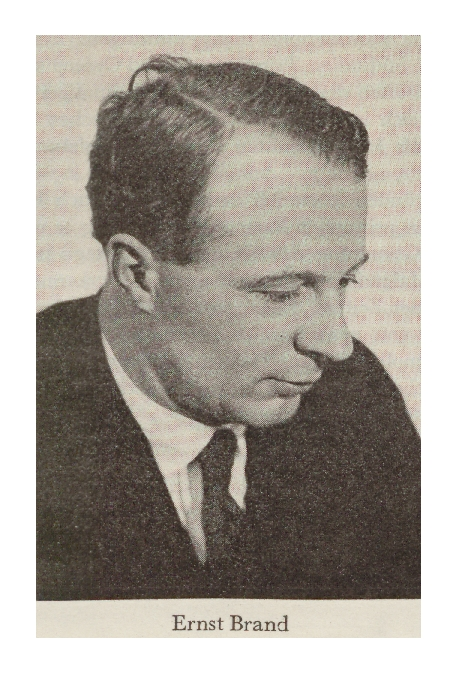
Ernst Brand, 1930

Ernst Brand, auch Ernst Brand-Pagés (* 14. April 1898 in Trier; † 25. November 1983 ebenda), war ein deutscher Architektur- und Landschaftsmaler.

## Leben

### Herkunft
Ernst Brand war der Sohn des Trierer Architekten Karl Heinrich (genannt Ernst) Brand und dessen Ehefrau Auguste Mathilde Wirtz. Ernst Brand sen. gestaltete über Jahrzehnte in Trier und der Großregion zahlreiche Kirchenbauten und profane Großprojekte. Der Wohnsitz der Familie befand sich in einem Barockbau, einer ehemaligen Trierer Kurie (Domfreihof 3), den der Sohn später, zusammen mit seiner Ehefrau Marianne Stein, von seinen Eltern übernahm. Derzeit ist das Anwesen Sitz des Instituts für Cusanus-Forschung an der Universität und der Theologischen Fakultät Trier.

## Ausbildung
Eigenen Angaben zufolge fasste Brand nach seinen Gymnasialjahren und einem nicht näher bezeichneten Militärdienst während des Ersten Weltkriegs den Entschluss, seine Neigung zum Zeichnen und Malen zur Profession zu machen. Zunächst schrieb er sich an der Trierer Werkkunstschule in der Malklasse von August Trümper ein und stellte auch von 1921 bis 1927 mit den Trierer Künstlervereinigungen „Die Gilde“ „Die Malergruppe Trier“ und „Freie Vereinigung Trierer Künstler“ aus. Zur Vorbereitung auf  den Besuch der Kunstakademie Düsseldorf nahm er ab 1920 über ein Jahr lang Privatunterricht bei dem aus Trier stammenden Genremaler Peter Philippi (1866–1945) in Rothenburg ob der Tauber.

## Kunstakademie Düsseldorf
Spätestens 1922 wurde Brand in die Kunstakademie Düsseldorf aufgenommen. Er durchlief zunächst die Zeichenklassen und kam danach bis zum Ende der Akademiezeit 1927 in die Landschaftsklasse von Max Clarenbach, dessen Persönlichkeit und Stilpluralismus ihn nachhaltig beeindruckten. Brand widmete sich fortan fast ausschließlich der Darstellung von Architektur und Stadtlandschaften, wiedergegeben in kompositorisch schlichter und großflächiger Freilichtmalerei. Diese Grundkonzeption variierte er jedoch vielfältig, sowohl mit Elementen des deutschen Spätimpressionismus, als auch gegenläufig mit einer Anlehnung an die konventionelle, pointiert gegenständliche Maltradition der Akademie. Auf eine Zugabe menschlicher Staffage verzichtete er durchgehend bei seinen „Schilderungen ruhiger Zuständlichkeit“ (Kepetzis).
Von Studienbeginn an war Brand, dem Beispiel seiner Lehrer Philippi und Clarenbach folgend, als Mitglied des Künstlerverein Malkasten in Düsseldorf in dessen Zusammenkünfte und Netzwerke aufgenommen. Er durfte sich schmeicheln, von Hans Kohlschein als Kumpan am sogenannten Runden Tisch karikiert worden zu sein. In die Düsseldorfer Studienjahre fielen auch die ersten ausgedehnten Reisen Brands nach Frankreich, Italien und Libyen, deren künstlerischen Ertrag er mit 28 Aquarellen und 8 Ölbildern im Oktober 1926 in einer Sonderschau in Trier präsentierte.

## Zeit des Nationalsozialismus
Zum 1. Dezember 1931 trat Brand in Düsseldorf in die NSDAP ein (Mitgliedsnummer 840.675) und verteidigte über Jahre hinweg seine relativ frühe Mitgliedsnummer erfolgreich gegen das Parteivorhaben, eine mehrmonatige Unterbrechung der Beitragszahlung 1932/33 als Austritt und Wiederaufnahme mit einer wesentlich höheren Mitgliedsnummer zu werten. 1932 nahmen er wie auch Clarenbach und Philippi an der Düsseldorf-Münchener Kunstausstellung im Kunstpalast teil, die von Erich Freiherr von Perfall angeregt und mitorganisiert worden war. Brand zeigte sechs Landschaftsgemälde mit überwiegend südlichen Motiven.
Vorübergehend wieder in Trier wohnhaft, beteiligte er sich im August/September 1933 als „Bezirksvorsitzender Reichskartell“ an einer Kampagne der NS-Propaganda-Zeitung „Trierer Nationalblatt“ gegen die Werkkunstschule Trier, die deren nachfolgende Gleichschaltung mit Schwerpunkt handwerklicher Ausbildung vorbereiten sollte. Die Vorwürfe der Unfähigkeit und des zersetzenden Kulturbolschewismus wurden vor allem gegen den Direktor, aber auch gegen weitere, namentlich genannte Lehrer erhoben und führten schrittweise zu deren Entlassung. Bei der am 9. September 1933 anstehenden Lizenzierung der Trierer Künstler wurde Brand antragsgemäß in das Reichskartell der bildenden Künste, später Reichskulturkammer, Bezirksgruppe Trier, aufgenommen und offiziell zum Bezirksvorsitzenden bestellt. Er arbeitete nun in einem Atelier im Palais Kesselstatt in Trier. Der Schriftsteller Heinrich Tiaden, der ihn dort besuchte, berichtete mit einem reich bebilderten Zeitschriftenartikel euphorisch lobend über den Maler, dessen Zeit nun mit der in Deutschland vollzogenen großen Wandlung endlich gekommen sei.
Zwischen 1936 und 1944 hielt sich Brand zu ausgedehnten Kunststudien in Italien auf, u. a. mit Hilfe eines ihm von der Stadt Düsseldorf und dem Kunstverein für die Rheinlande und Westfalen gewährten Stipendiums. Es gelang ihm zudem, in den Jahren 1940 bis 1944 insgesamt 12 Gemälde (vgl. Werkauswahl) in die für nationalsozialistische Kunst repräsentative Große Deutsche Kunstausstellung in München zu lancieren. Sein bewunderter Lehrer Max Clarenbach, 1939/40 zum Landesleiter in der Reichskammer der bildenden Künste ernannt und in die Gottbegnadeten-Liste (Führerliste) der wichtigsten Maler des NS-Staates aufgenommen, konnte zwischen 1937 und 1944 in München sogar 19 Exponate zeigen. Beteiligungen Brands an den zahlreichen parteigelenkten Kunstausstellungen, die von der Stadt Trier, dem „Kulturverband Gau Moselland“ und dem  sog. Kunsthaus Luxemburg bis kurz vor Kriegsende ausgerichtet wurden, lassen sich dagegen nicht nachweisen, wohl aber wiederholte Kontakte zum damaligen Direktor des Städtischen Museums Trier, Walter Dieck. Bei einem Luftangriff am 1. August 1942 wurde Brands Düsseldorfer Atelier zerstört. Parteiakten und Bildtitel belegen, dass er in den Jahren 1943/44 auch in Passau und Berchtesgaden lebte und malte. Weitere Nachrichten zu den Kriegsjahren fehlen.

## „Porträtist seiner Heimat“
Nach 1945 ließ sich Brand endgültig in Trier nieder. Während der folgenden Jahrzehnte schuf er eine Vielzahl von Ölgemälden, Aquarellen und Zeichnungen mit Trier-Ansichten, vor allem des traditionsreichen Domviertels, sodass ihm in einem Nachruf 1983 der Titel „Porträtist seiner Heimat“ zugedacht wurde. Seine wahlweise mit strengem, klassischem Pathos oder mit lockerem, impressionistisch anmutendem Pinselduktus angelegten Darstellungen transportierten als „Stadtidyllen“ einen subtil überhöhenden Stimmungsgehalt. Sie wurden von einem überwiegend konservativ eingestellten Publikum gerne gekauft, ebenso wie seine auf häufigen Italienreisen entstandenen Motive aus Rom, Florenz oder Venedig. Brand signierte nun fast durchgehend mit „Brand-Pagés“, dem angefügten Geburtsnamen seiner Großmutter. Zuweilen benutzte er auch die italienisierte Version „Ernesto“ als Vornamen, beispielsweise „als Gast“ auf der Trierer Jahresausstellung 1958 der Gesellschaft bildender Künstler. Nachdem er bereits 1951 eine „Trierer Kunstausstellung“ in Städtischen Museum Simeonstift organisiert hatte, konnte er dort 1953 in der Ausstellung „Zeitnahe Kunst“ weitere Arbeiten zeigen, u. a. zusammen mit einigen der einst von ihm geschmähten Trierer Künstlerkollegen. 1960, noch zur Amtszeit Diecks, war Brand mit dreißig Werken auf der Ausstellung „4 Maler – Fritz Reuter, Ernst Brand, Prof. Müller-Linow, Anton Veit“  im Städtischen Museum vertreten. Es handelte sich dabei ausschließlich um neuere, zwischen 1954 und 1960 entstandene Italienmotive und einige Trier-Ansichten. Danach erinnerten nur noch zwei kleinere Ausstellungen 1974 und 1978 im Foyer und Treppenhaus des Kurfürstlichen Palais in Trier an den im Kunstbetrieb nun fast vergessenen Maler.

## Werkauswahl
Die Aufstellung basiert auf dem umfangreichen Bestand des Stadtmuseums Simeonstift Trier sowie auf Katalog- und vereinzelten Auktionsangaben. Die Mehrzahl der Arbeiten Brands befindet sich in Privatbesitz.
- Nächtlicher Innenhof der Steipe in Trier, um 1925/30, Öl auf Leinwand, 120 × 100,5 cm, signiert E. Brand,  Stadtmuseum Simeonstift Trier, Inv. Nr. III 608
- Die Judengasse in Trier, um 1925/30, Öl auf Leinwand, 60,5 × 40,5 cm, signiert Brand, Stadtmuseum Simeonstift Trier, Inv. Nr. III 1496
- Winterlandschaft bei Trier, 1930, Öl auf Leinwand, 58 × 85,5 cm, signiert E. Brand, Auktionshaus Peter Karbstein Düsseldorf, Auktion vom 4. Februar 2006, Los 245
- Trier, Blick von der Napoleonbrücke, spätestens 1934,  signiert E. Brand, Maße und Verbleib unbekannt (Abbildung in: Trierische Heimat, 11. Jg. Heft  Okt./Nov. 1934). Komposition angelehnt an Johann Anton Ramboux: Ansicht des Moselthales unterhalb Trier, Lithografie 182417
- Pferdemosel in Trier, spätestens 1934, Öl auf Leinwand, 48 × 62 cm, signiert E. Brand, Stadtmuseum Simeonstift Trier, Inv. Nr. III 321
- Landstraße in Italien, 1936, Öl auf Leinwand, 60 × 80 cm, signiert E. Brand, Stiftung Museum Kunstpalast – Kulturzentrum Ehrenhof Düsseldorf, Inv. Nr. 4613
- Blick über die Dächer von Florenz auf die Domkuppel, nicht datiert, Öl auf Leinwand, 60 × 75 cm, signiert Brand, Auktionshaus Dawo Saarbrücken, Auktion vom 15. September 2010, Los 185
- Alte Häuser am Marcellus-Theater in Rom, 1938, aquarellierte Bleistiftzeichnung, 50 × 36,2 cm, signiert Brand, Stadtmuseum Simeonstift Trier, Inv. Nr. III 691
- Motiv aus Rom, Ölgemälde, Große Deutsche Kunstausstellung (GDK) München 1940, Saal 11, eingeliefert von „Brand, Ernst, Düsseldorf.“ Abbildung: www.gdk-research.de
- Tempel des Romulus, Ölgemälde, GDK 1941, Saal 32, Abbildung wie vor
- Landschaft mit römischem Amphitheater bei Trier, Ölgemälde, GDK 1943, Saal 22. Abbildung wie vor. Komposition angelehnt an Johann Anton Ramboux: Ansicht des Moselthales oberhalb Trier, Lithografie 1824
- Der Trierer Dom von Südosten, Aquarell über Bleistiftzeichnung, um 1950/55, 42 × 35 cm, signiert Brand-Pagés, Stadtmuseum Simeonstift Trier, Inv. Nr. III 2103
- Blick auf Trier von Süden, um 1955/60, Öl auf Leinwand, 60 × 75 cm, signiert Brand-Pagés, Stadtmuseum Simeonstift Trier, Inv. Nr. III 666
- Forum Romanum, Ölgemälde 1956 (nach Katalog Trier 1960, wie Lit. Verz.)
- Trierischer Garten, 1957, Öl auf Leinwand, 70,5 × 50,5 cm, signiert Brand-Pagés, Stadtmuseum Simeonstift Trier, Inv. Nr. III 673
- Trier, Gesamtansicht von Westen, nicht datiert, Öl auf Holz, 49 × 61 cm, signiert Brand-Pagés, Artnet Price Database, Zugriff 14. Februar 2010
- Hinterhöfe in Florenz, 22. April 1969, Bleistiftzeichnung, 24 × 23 cm, signiert: „1/8 Wally Zappe, 7/8 E. Brand-Pagés“, Stadtmuseum Simeonstift Trier, Inv. Nr. IV 370